# Ambystoma opacum
L'Ambystoma opacum (Gravenhorst, 1807) è una salamandra del genere Ambystoma, è chiamata anche "salamandra talpa" perché passa molto del suo tempo sottoterra e nella sua tana, il suo areale si estende negli Stati Uniti d'America sudorientali 

## Descrizione
La loro lunghezza media è di 11 cm, solo gli adulti hanno il caratteristico colore nero a strisce grigie , è improbabile vederle fuori da autunno, la loro stagione dell'accoppiamento.Esse depongono le uova sulla terra nelle zone umide di stagni e paludi dove non ci sono popolazioni di pesci predatori, anche il corteggiamento avviene sulla terraferma.